# Microcharon
Microcharon is een geslacht van pissebedden. 
Het geslacht werd voor het eerst beschreven door S. Karaman in 1934, en toen ingedeeld bij de familie Microparasellidae. Bij een revisie uit 2016 van Galassi et al. werd Microcharon echter in de nieuwe familie Lepidocharontidae Galassi & Bruce ingedeeld. 
In 2017 waren er 69 soorten in dit geslacht beschreven. Ze komen wereldwijd voor, maar de meeste soorten zijn in Europa en meer bepaald in het Middellandse Zeegebied beschreven.
Deze pissebedden leven in interstitieel water tussen de zand- en grindkorrels van zowel zeebodems, de littorale zone als ondergrondse rivieren. Aanpassingen aan de enge ruimte waarin ze moeten leven bestaan onder andere uit een langgerekt dun lichaam (1 à 2 millimeter lang), zonder gezichtsorganen of pigmentatie. 